# Watkins Glen International
A Watkins Glen-i versenypályán 1961 és 1975 között az amerikai nagydíjat, 1976 és 1980 között pedig a kelet-amerikai nagydíjat rendezték meg. A 10. versenyen, 1970-ben Jacky Ickx már 1:02,74 perc alatt körbeért. A pályát jelentősen átépítették a nagy tempó miatt, a célegyenest is áthelyezték. A tragédiát azonban nem tudták elkerülni, az Essesben, az egyik olyan pályaszakaszon, melyet nem építettek át, François Cevert 1973-ban halálos balesetet szenvedett. A pálya az átépítés ellenére is hipergyors maradt, mivel döntött az összes kanyar. A pályán a "leglassabb" kanyar is 160 km/h-val vehető.[forrás?] Ma ezen a pályán IndyCar és NASCAR futamokat rendeznek.